# مونيكا فراسوني
مونيكا فراسوني (بالإيطالية: Monica Frassoni)‏ (من مواليد 10 سبتمبر 1963 في فيرا كروز، المكسيك) هي سياسية إيطالية وعضوة سابقة في البرلمان الأوروبي، حيث عملت حتى عام 2009. مونيكا فراسوني هي عضو في حزب الخضر الإيطالي منذ عام 2009، وهو جزء من حزب الخضر الأوروبي، حزب سياسي عبر وطني أوروبي متكون من أعضاء من الأحزاب الخضراء الأوروبية.
مونيكا فراسوني تحتل منصب الرئيس المشارك لحزب الخضر الأوروبي، منصب رئيسة التحالف الأوروبي لتوفير الطاقة (EUASE) منصب رئيسة المركز الأوروبي لدعم الانتخابات (ECES)، وهي مؤسسة خاصة غير ربحية، مقرها في بروكسل (بلجيكا)، أنشأت في سنة 2010 وتهدف إلى تعزيز التنمية الديمقراطية المستدامة.
مونيكا فراسوني أيضا عضوة في مجلس أمناء «أصدقاء أوروبا» وهي منضمة رائدة في مجال الأبحاث التي تعمل من أجل تعزيز مكانة الاتحاد الأوروبي. تتألف المنظمة من شخصيات سياسية بارزة مثل الفيكونت اتيان دفينون (نائب رئيس المفوضية الأوروبية 1981-1985)، خواكين المونيا (نائب رئيس المفوضية الأوروبية 2010-2014)، أنطونيو مانويل دي أوليفيرا غوتيريس الذي عين مؤخرا لمنصب الأمين العام للأمم المتحدة وكارل بيلدت (وزير الشؤون الخارجية السويدية 2006-2014 ورئيس الوزراء السويدي السابق). مونيكا فراسوني أيضاً عضوة في مجلس إدارة «التجمع النسائي صلب الاتحاد الأوروبي».

## مسيرتها السياسية
مونيكا فراسوني هي خريجة علوم سياسية من جامعة فلورنسا سيزار الفيري. بدأت مسيرتها السياسية في سنة 1983، عندما انخرطت في الحركة الاتحادية الأوروبية، قبل انتخابها أمينا عاما للمنظمة الأوروبية للشباب الفدراليين الأوروبي (“GIF-EUROPE") في عام 1987.
توصل انخراط مونيكا فراسوني في سياسات الشباب عندما عينت رئيسة لمكتب التعاون والتنسيق الأوروبي للمنظمات غير الحكومية للشباب، خلال الفترة الممتدة من 1991-1993.
في عام 1990، بدأت مونيكا فراسوني العمل لمجموعة الخضر/ التحالف الحر الأوروبي بالبرلمان الأوروبي كمكلفة بالمسائل الدستورية، وسيادة القانون، الإجراءات والحصانات. بعد ذلك تم انتخبها عضوا في البرلمان الأوروبي لولاية الأولى لها تحت قوائم  حزب الخضر البلجيكي Ecolo، كأول سياسي غير بلجيكي ينتخب تحت ألوان حزب سياسي بلجيكي. خلال تلك الفترة النيابية، اسندت لها عضويات لجنة الشؤون الدستورية والعضوية البديلة في لجنة حريات المواطنين، العدالة والشؤون الداخلية. وعضوية اللجنة البرلمانية المشتركة بين الاتحاد الأوروبي وقبرص.
في يونيو 2004، أعيد انتخابها لولاية ثانية تحت قوائم حزب الخضر الإيطالي. خلال هذه المدة النيابية الثانية، اسندت لها عضوية لجنة الشؤون القانونية والعضوية البديلة في لجان الشئون الدستورية، البيئة، الصحة العامة وسلامة الغذاء. كما اسندت لها عضوية وفد العلاقات مع الميركوسور، ووفد العلاقات مع إيران والجمعية البرلمانية للبحر الأبيض المتوسط.
من عام 2002 إلى عام 2009، شغلت، مع دانيال كوهن بنديت، رئاسة مجموعة الأخضر / التحالف الحر الأوروبي بالبرلمان الأوروبي، وهي كتلة برلمانية في البرلمان الأوروبي تجمع الأحزاب السياسية ذات الأيدولوجية البيئية والوطنية. وفي وقت لاحق من سنة 2009، تقلدت منصب الرئيس المشارك لحزب الخضر الأوروبي. قبل ان يعاد انتخبها من جديد لنفس منصب الرئيس جنبا إلى جنب مع راينهارد بوتيكوفر في 2014.
تتمتع مونيكا فرسوني بخبرة واسعة في مجال مراقبة الانتخابات حيث عينت سابقاً رئيسة لبعثة الاتحاد الأوروبي لمراقبة الانتخابات في فنزويلا وبوليفيا سنة 2006، من قبل مفوض الاتحاد الأوروبي للعلاقات الخارجية، السيدة بينيتا فيريرو فالدنر.
في عام 2010، شاركت مونيكا فراسوني في تأليف مجلد أوروبا 2.0 تحت عنوان «آفاق وتطور الحلم الأوروبي»، التي نشرتها أومبير كورت (Ombre Corte)، بمقال حول ظروف لعادة إطلاق العملية الدستورية في أوروبا.
ووفقا لموقع VoteWatch.eu، كانت نسبة حضور مونيكا فراسوني الجلسات العامة للبرلمان الأوروبي 92.95٪ (277 يوما من أصل 298).
في عام 2011، أصبحت رئيسة للمركز الأوروبي لدعم الانتخابات (ECES)، وهي مؤسسة خاصة غير ربحية، مقرها في بروكسل (بلجيكا)، وتهدف إلى تعزيز التنمية الديمقراطية المستدامة من خلال توفير الخدمات الاستشارية والدعم التقني لأصحاب المصلحة الانتخابية طوال الدورة الانتخابية.
مونيكا فراسوني أيضا رئسية التحالف الأوروبي للأقتصاد في الطاقة (EUASE) وهي منظمة تم تكوينها بعد الملتقي الدولي حول الشؤون البيئية المنظم من قبل الأمم المتحدة وتجمع سياسين وفاعلين دوليين في مجال ترشيد وتحسين استهلاك الموارد الطاقية.

## مواقفها السياسية
ومن المعروف عن مونيكا فراسوني  التزامها القوي بالقضايا النسائية وسياسات تفعيل دور الشباب في جميع أنحاء الاتحاد الأوروبي والعالم. وتعتبر مونيكا فراسوني في نفس السياق من أشد المدافعين عن ترشيد إستهلاك وتوفير الطاقة، تعديل سياسات الهجرة في الاتحاد الأوروبي، حقوق الإنسان ودعم الديمقراطية.
في سنة 2011، شاركت في العديد من الحملات مثل «تجديد أوروبا»، وهي حملة تهدف لتحسين استخدام الطاقة. في سنة 2012، شاركت مع حزب الخضر الأوروبي في حملة «الحافلات الخضراء».
مونيكا فراسوني عضوة في مجموعة سبينيلي، التي تعتبر مبادرة تهدف لدعم الرؤية الفيديرالية في سياسات الاتحاد الأوروبي، مجموعة سبينيلي تهدف ان تصبح أكبر شبكة مواطنين، اكاديمين وسياسين. تتكون مجموعة سبينيلي حاليا من أكثر من 110 عضو بالبرلمان الأوروبي و 44 عضو مؤثر من خبراء ومنضمات غير حكومية.
مونيكا فراسوني غالبا ما تنشر مقالات في جريدة هافينغتون بوست، أوراكتيف والمجلة الأوروبية لحزب الخضر.

## التقدير
في سنة 2010 تم اختيار مونيكا فراسوني ضمن قائمة المائة مفكر دولي التي تنشرها سنويا المجلة الأمريكية للسياسة الدولية. في سنة 2016 تم ادراجها ضمن قائمة 40 سياسي أوروبي مؤثر في السياسات الطاقية الأوروبية من قبل موقع أوراكتيف.

## وصلات خارجية
- http://espresso.repubblica.it/palazzo/2013/03/25/news/cari-partiti-l-ecologia-dov-e-1.52120
- http://www.euase.com/
- http://monicafrassoni.it/hungarys-refugee-referendum/
- http://monicafrassoni.it/burquini-and-bikini-can-live-together/
- http://www.euase.com/
- http://europa.eu/rapid/press-release_IP-06-1571_en.htm
- https://www.euractiv.com/people/monica-frassoni/